# キャスター (テレビドラマ)
『キャスター』は、2025年4月13日から6月15日までTBS系「日曜劇場」枠にて放送されたテレビドラマ。主演は阿部寛。

## あらすじ
1982年、民放テレビ局・JBNの夜の報道番組『ニュースゲート』では、航空自衛隊のC1輸送機が任務中に山中に墜落する事故を伝えていた。その最中、ガス爆発による住宅火災が発生する。就寝していた少年・進藤壮一は助け出されるが、父・松原哲は炎の中にいた。
時は流れ、2025年。『ニュースゲート』に進藤が新キャスターとして就任する。『ニュースゲート』は長寿番組となっていたが視聴率が低迷しており、そのテコ入れのためにJBN会長・国定義雄が公共放送から進藤を引き抜いたのである。
進藤は就任初日に「この番組を正すために来た」と宣言し、従来の慣例を破るスタイルを断行する。番組の総合演出に抜擢されたばかりの崎久保華は、進藤とベテランスタッフの板挟みに苦しむことになる。
進藤の出演初日、民自党議員で内閣官房長官・羽生剛の生出演が予定されていたが、ドタキャンされてしまう。進藤はAD・本橋悠介とともにバレーボールの国際大会会場で羽生と面会し、第二秘書が自殺した裏金疑惑について追及を始める。進藤はゴシップ記事を揉み消す条件で番組出演を取り付けるが、直後に羽生が心臓の持病で倒れる。
羽生は主治医がいる明慶病院ではなく、関東医科大に搬送され一命を取り留める。進藤は羽生の執刀医・田辺正輝が過去に違法の人工血管を使った手術をスクープする。さらに進藤は病院長・根津忠邦を生出演させ、羽生が違法手術に関与していたことを追及する。しかし、その証拠はコンサルタント会社社長・尾崎正尚によって回収されており、羽生が多額の寄付を受けていた事実は掴めなかった。
羽生が関東医科大に搬送された同じ日、手術予定だった少年・相原拓海が死亡する。崎久保はかつてバラエティー番組で拓海と面識があり、血液が共にRH(-)AB型のため、拓海ではなく羽生が優先されたと推測する。『ニュースゲート』ではそのスクープを予定していたが、生放送では羽生の息子で秘書・羽生真一が明慶病院への搬送先変更を伝えなかったため、老婆が死亡したという証言VTRに差し替えられていた。
進藤に裏切られた崎久保は、拓海の主治医・長崎航平が語った手術の真実を進藤から聞かされるが、同時に羽生や尾崎と取り引きして裏金を受け取っていたことを知る。崎久保は進藤を嘘つき呼ばわりし、進藤を超えるスクープを取ることを宣言する。

## キャスト

### 主要人物
進藤壮一（しんどう そういち）
演 - 阿部寛（幼少期：馬場律樹）
本作の主人公。民放テレビ局「JBN」の看板報道番組『ニュースゲート』のメインキャスター。
華とは過去に何か関りを持ち、父の遺品であるジッポーをいつも持ち歩いている。
崎久保華（さきくぼ はな）
演 - 永野芽郁（幼少期：磯村アメリ）
本作のヒロイン。『ニュースゲート』の総合演出。
初対面で進藤から「久保崎」と誤称され、進藤の携帯の着信には「久保崎華」と表示される。しかし普段は「崎久保」と正しく呼ばれている。
進藤とは過去の因縁がある。
本橋悠介（もとはし ゆうすけ）
演 - 道枝駿佑
入社2年目のアシスタントディレクター（AD）。
ジャーナリストになるのが目標。

### JBN

#### 『ニュースゲート』
小池奈美（こいけ なみ）
演 - 月城かなと
アナウンサー、サブキャスター。
尾野順也（おの じゅんや）
演 - 木村達成
編集スタッフ。
チェ・ジェソン
演 - キム・ムジュン (第1話 - 第4話、第7話 - 第8話、最終話)
AD。
戸山紗矢（とやま さや）
演 - 佐々木舞香（=LOVE）
学生アルバイト。
梶原広大（かじわら こうだい）
演 - 玉置玲央
チーフディレクター。制作会社所属。
市之瀬咲子（いちのせ さきこ）
演 - 宮澤エマ
編集長。
山井和之（やまい かずゆき）
演 - 音尾琢真（最終話は写真のみ出演）
プロデューサー。
江上が働いている食堂で何者かによってガス爆発に巻き込まれて殉職した。（第9話）
滝本真司（たきもと しんじ）
演 - 加藤晴彦
編成部の『ニュースゲート』担当。進藤の存在に頭を悩ませている。
中野つぐみ（なかの つぐみ）
演 - 相原未来
タイムキーパー。
ディレクター
演 - 吉川輝（役名：宮浦拓海）、松本汗大、長谷川穣（役名：沢崎陽人）、児玉アメリア彩（役名：本郷琴音）、越川結稀（役名：藤吉結衣）、有馬千景（役名：平瀬彩花）
AD
演 - 高木良輔（役名：瀬名龍也）、篠田涼也（役名：大野信人）、鈴木恒守（役名：辰巳啓介）、中島朱絵（役名：浅香未来）、鵜飼彩理亜（役名：清水花音）
カメラマン
演 - 昼間よしき（役名：最上一真）、中崎裕南
音声
演 - 火野五郎（役名：宝田翔太）、岡野優介、八尾康生（役名：深尾聡太）
ヘアメイク
演 - 桐嶋芽生（役名：住吉杏奈）
テクニカルディレクター（TD）
演 - 長内和幸
ビデオエンジニア（VE）
演 - 小野田せっかく（役名：安藤竜司）
スタッフ
演 - 加納克範、實川阿季、矢幡晃一、小林悠一郎、野口航太郎、希城花澄

#### 報道局
安藤恵梨香（あんどう えりか）
演 - 菊池亜希子
社会部記者、警視庁サブキャップ。
海馬浩司（かいば こうじ）
演 - 岡部たかし
報道局長。

#### その他
鍋田雅子（なべた まさこ）
演 - ヒコロヒー
清掃員。
国定義雄（くにさだ よしお）
演 - 高橋英樹
会長。
43年前（1982年当時）までは松原と共に報道記者の仲間でもあった。

### 進藤の関係者
横尾すみれ（よこお すみれ）
演 - 堀越麗禾
進藤の娘。父との間にわだかまりがある。
南亮平（みなみ りょうへい）
演 - 加治将樹
週刊誌「週刊世潮」の記者。進藤と情報交換を行っている。
松原哲（まつばら てつ）
演 - 山口馬木也
進藤の父、愛煙家。故人。
43年前（1982年当時）までは国定と共に報道記者の仲間でもあった。

### その他
羽生剛（はにゅう つよし）
演 - 北大路欣也（特別出演）
内閣官房長官。
羽生真一（はにゅう しんいち）
演 - 内村遥
羽生の息子であり秘書。
尾崎正尚（おざき まさたか）
演 - 谷田歩
コンサルタント会社の社長。羽生と関わりを持つ。
崎久保由美（さきくぼ ゆみ）
演 - 黒沢あすか
華の母。アルツハイマー型認知症により入院中。

### ゲスト

#### 第1話
星
演 - 髙﨑俊吾（第2話・第6話・第7話・最終話）
田辺を医師法違反容疑で逮捕する刑事。
鴻池翔
演 - 宮舘涼太（Snow Man）（第2話）
崎久保華が担当した「イケメンシェフがお邪魔します!」に出演するイケメンシェフ。
田辺正輝（たなべ まさき）
演 - TAKAHIRO
関東医科大学病院 心臓外科医。
根津忠邦（ねづ ただくに）
演 - 緋田康人
関東医科大学病院の院長。
相原拓海の母親
演 - 原田夏希
脳腫瘍の手術を待つ少年の母。
相原拓海
演 - 小嶋一富観
入院する関東医科大学病院で脳腫瘍の手術を待つ小児患者。
長崎航平
演 - 黒田大輔
関東医科大学病院で相原拓海の主治医。
研究員
演 - 横田拓也
関東医科大学病院で長崎研究室の研究員。
看護師長
演 - 比留川香
関東医科大学病院 看護師長。
崎久保沙羅
演 - 鈴木礼彩（第6話・第7話）
崎久保華の姉。臓器移植手術が受けられず11歳で死去している。
キャスター
演 - 藤森祥平（TBSアナウンサー）
1982年、航空自衛隊のC-1輸送機の山中への墜落事故を報じる初代『ニュースゲート』キャスター。
記者
演 - 墨田岳人
南らと共に病院前で羽生を待っている記者。
アナウンサー
声 - 出水麻衣、熊崎風斗、渡部峻（いずれもTBSアナウンサー）

#### 第2話
名和渉（なわ わたる）
演 - 鈴木貴之（第1話）（若いころ：石川愛大）
バレーボールの男子日本代表主将。
今井和彦（いまい かずひこ）
演 - 味方良介（若いころ：唐木俊輔）
名和を支えるトレーナー。
監督
演 - 植田辰哉
バレーボール男子日本代表監督。
仁科康之
演 - 宮川一朗太
国際バレーボール選手権をサポートするイーストリーム社の社長。
佐川克
演 - オクイシュージ（第4話・第6話・第7話・最終話）
警視庁刑事部 捜査第一課 特殊班捜査第6係のベテラン刑事。
コーチ
演 - 武田祐一
バレーボール男子日本代表コーチ。
上司
演 - 宮沢大地
華に報道への異動を告げるバラエティ班時代の上司。
記者
演 - 土屋いくみ（最終話）
羽生剛の釈明会見で「代表選は予定どおり出馬されるのでしょうか」と質す東央新聞の記者。
秘書
演 - 濱仲太
羽生剛の秘書。
カメラマン
演 - 宮野翼
イーストリーム社長室で進藤と仁科の撮影をするカメラマン。
記者
演 - 高田健一、山口知紗
警察署前で名和渉を待ち受け、厳しい質問を浴びせる記者。
動画配信者
声 - 津山周作、花房李彩
警察が賭博のガサ入れをしたスポーツバーの銀座スポスタンド前で動画配信するカップル。　
選手
演 - 黒川寛輝ディラン（LIVZON）
バレーボール男子日本代表と対戦したアルゼンチン代表の選手。
選手ほか
演 - 源田アシュリー、鈴木裕也、Henry Leasure、金井修也、藤牧純、Jair、熊切拓巳、高田裕、久保田慎作、成田大地、ファルーク健、川上深志
日本、アルゼンチン等のバレーボール代表選手ほか。

#### 第3話
篠宮楓
演 - のん
帝都大学 細胞組織研究所 若手研究員。科学雑誌「Theory」に掲載された万能細胞「iL細胞」論文の筆頭著者。
栗林誠
演 - 井之脇海
篠宮の研究を支える帝都大学 細胞組織研究所 准教授。本橋のボストン留学時にアパートの隣人だった。
高坂正一
演 - 利重剛
帝都大学 組織学研究所・所長兼教授。万能細胞「Ida細胞」でノーベル賞を受賞している。
小野寺基子
演 - 花總まり
帝都大学 細胞組織研究所 教授。「iL細胞」研究チームを励まし、指導している。
店主
演 - 山田敦彦
進藤がタンメンを絶品と勧める「ラーメン連峰」の店主。
記者
演 - 橋本恵一郎（第8話・最終話）、岡林愛（第8話）、こくぼつよし
「iL細胞」に関する諸問題について篠宮や小野寺に質問を浴びせる記者たち。

看護師
演 - 結城陽葵
栗原誠が入院している病院の看護師。
ジェシー
演 - Mila.C
本橋たちのボストン留学時の知り合い。車椅子に乗る女の子。

#### 第4話
芳賀弘道
演 - 高橋努（第7話）
桐桜女子中学バスケ部顧問。
海馬千絵
演 - 馬渕英里何
海馬浩司の妻。
海馬灯里
演 - 竹下優名（幼少期 : 佐藤笑璃）
海馬浩司の娘。桐桜女子中学バスケ部員。
川島圭介
演 - 山中崇（第6話・第7話）
崎久保華の父親。
横尾恭子
演 - 相築あきこ（第7話・最終話）
進藤の元妻。
宮野雪
演 - 下尾みう（AKB48）
夜の歩道橋で刺殺された女子大生。
吉木勇也
演 - 北川駿
宮野雪の元交際相手。殺害の容疑者として当初逮捕された。
斉藤剛
演 - 小野塚渉悟
闇バイトで宮野雪の殺害を指示され犯行に及んだと警察に出頭した男性。
一夏、二望、三玖、四椿
演 - 石川令菜、飯田晴音、松村凜子、岩下真桜
海馬灯里の仲間の桐桜女子中学バスケ部員。
生徒
演 - 岡井みおん、漆原笑埜、中津原唯菜
桐桜女子中学の生徒たち。
小津、警備員
演 - 馬場徹、藤敏也
桐桜女子中学の警備員。
通行人
演 - 藤田康江
犬の散歩をしていた女性。大和公園で張り込む梶原たちを怪しみ、盗撮犯だと警察官に通報する。
警察官
演 - 寺田ムロラン
梶原たちを当初盗撮犯と誤認するも、その後公園で暴れる容疑者を現行犯逮捕する。
警察幹部
演 - 岡雅史
女子大生殺害の容疑者として吉木勇也を逮捕したと記者発表する。

#### 第5話
竹野夕希子
演 - 緒川たまき
警視庁赤坂南署 署長。
村崎善延
演 - 手塚とおる
警視庁 参事官。警視総監候補とされている。
駒井徹史
演 - 安井順平
JBN社会部部長。恵梨香の上司。男尊女卑主義者。
深川光恵
演 - 前田亜季
赤坂南署 刑事課 警官。暴行被害を受けた佐野千晶からの訴えに対応した。
佐野千晶
演 - 高鶴桃羽
港区のガールズバー「Tokyo Angel」勤務。交際相手の刑事に暴力を振るわれたと訴え出た。
大木康太
演 - 本多剛幸
赤坂南警察署 組織犯罪対策課 巡査部長。交際相手に別れ話を切り出され、逆上し暴力を振るった疑惑が浮上。
部長
演 - 松田ジロウ
梶原がまだ記者見習いだった頃の警視庁組織犯罪対策部長。品川区で発生した殺人未遂事件で指定暴力団「高砂会」構成員を逮捕と発表。

佐藤
演 - 佐藤正浩
赤坂南署員。一日警察署長を務めた進藤に対応した。

刑事
演 - 塚本淳也
赤坂南署刑事。村崎から大木巡査部長の私物を見せるよう求められる。
男性
演 - 鈴木理学
大木と密会していた反社会勢力の男性。「パートナーファイナンス」からの裏金を渡していた。

#### 第6話
藤井真弓〈38〉
演 - 中村アン（第7話）
娘への臓器移植を希望する母親。脳出血で倒れ脳死状態の夫・直孝から娘への臓器提供が叶わないことを華に訴える。
藤井ユキノ
演 - 佐藤恋和（第7話）
真弓の娘。肺高血圧症を患い、肺移植が必要とされる。
深沢武志
演 - 新納慎也（第7話）
NPO法人医療サポートセンター「ひまわりネット」の代表。違法な臓器売買の斡旋を行っている疑いを持たれている。
職員
演 - 平山よう、浅野令子、竹内強
「ひまわりネット」の職員たち。
看護師
演 - 森谷菜緒子
藤井ユキノが入院している東清大学病院の看護師。
職員
演 - 野口聖古
崎久保由美が入居している「なごみ精神医療センター」職員。
アナウンサー
演 - 日比麻音子（TBSアナウンサー）（第7話）
ユキノちゃん肺移植を求めるオンライン署名に支援・応援コメントが集まっていることをテレビで紹介する。

#### 第7話
社員
演 - 斉藤麻衣子
華たちを南のところまで案内する世潮出版の社員。
情報屋
演 - 三島ゆたか
深沢が高飛びしようとしているという進藤からの情報を佐川に伝える。
看護師
演 - 山崎丹奈
愛協病院 看護師。防犯カメラの映像は全て警察が押収したことを華たちに伝える。
配達員
演 - 山下タクロウ
「Handy Express」の配達員。藤井ユキノの肺の生体移植に向けたドナーとの適合検査の書類を川島に届ける。
看護師
演 - 本木幸世
川島が勤務する康清病院の看護師。
教師
演 - 優木千央
桐桜女子中の教師。

親子
演 - Gabe I、ウェンドランド浅田ジョージ
深沢がドナーとして手配したモルドバ人の少年とその父親。

#### 第8話
景山英嗣
演 - 石橋蓮司（第9話・最終話）
景山重工会長。羽生真一の後ろ盾。
山井和雄
演 - 山本學（第9話・最終話）
山井和之の父。原子力燃料再処理センターの元所長。アルツハイマー型認知症を患っている。
池内邦明
演 - 松尾諭（第9話）
羽生真一の秘書。景山の娘婿。
江上保夫
演 - 井上肇（第9話・最終話）
原子力燃料再処理センターの所長。不都合な真実に関して、隠蔽の疑惑をかけられる。
江上麻衣
演 - 夏子（第9話・最終話）
江上保夫の娘で地元の食堂で働く店員。
角田正一
演 - 大鷹明良
山火事に遭った芦根村の村長。災害対策本部長。
安西康平
演 - 小須田康人
JBN茨城支局員。
お天気キャスター
演 - 玉井らん
本日のお天気ポイントは「強風に注意」と話すお天気キャスター。
荒木、西田
演 - 穴田有里、香月ハル
山井和雄が入居する若葉老人ホームの職員。
女性
演 - 赤司まり子
山火事の被災者の老女。「まさか家が燃えちゃうなんて」と話す。
消防士
演 - 谷畑聡
山で発見された山井和雄を運ぶ。
職員
演 - 田櫓祐二、竹邑貴司
原子力燃料再処理センターの職員。

避難民
演 - 手塚理恵、プリティ望、平島茜
避難所に避難した住民。

浜崎萌音
演 - 志武明日香
救出された山井和雄が当初入院した芦根総合病院の看護師。
医師
演 - 米村拓彰
崖から転落した状態で発見された山井和雄を手術した医師。

#### 第9話
李
演 - カクヒン
景山重工に次世代のレアアースの視察に訪れた中国の富豪。
スタッフ
演 - 朝比奈竜生
JBN備品管理室 社用PC廃棄受付スタッフ。
警察官
演 - 諸喜田智也
山井の遺体の確認を進藤と華に頼む警察官。

警察官
演 - 成海澪
進藤に山井の遺品を見せる茨城県芦根中央警察署の警察官。

記者
演 - 山下徳久（最終話）、堀内充治（最終話）
43年前、松原哲を追い回した記者たち。

#### 最終話
謎の男
演 - 寺西拓人
「ライオンがキャスターをやってる4コマ漫画みつけた」と景山の実行部隊だった闇組織トゥゲザースペースのボスに電話する謎の男。
看護師
演 - 氏家恵
明慶大学附属病院看護師。羽生前官房長官の担当だった。

記者
演 - 浅井浩介
『ニュースゲート』のスタジオで行われた国定会長の記者会見で質問する白波出版の記者。
キャスター
演 - 松原耕二
「報道HEADLINE」キャスター。今どき隠蔽は通用しませんので逃げてはいけないということであります、と話す。
アナウンサー
演 - 吉村恵里子（TBSアナウンサー）
JBNが疑惑に回答拒否していることに対し、放送倫理委員会は誠実に調査に応じるようJBNに通告したことをレポートする。
アナウンサー
演 - 田村真子（TBSアナウンサー）
反社会的組織の関与についてJBNは回答を拒否していると伝える「Scoop Time Japan（STJ）」のアナウンサー。

## スタッフ
- 脚本 - 槌谷健、及川真実、李正美、谷碧仁、守口悠介、北浦勝大[1]
- 音楽 - 木村秀彬[1]
- 主題歌 - tuki.「騙シ愛」（月面着陸計画）[107]
- 劇中歌 - tuki.
  - 「ストレンジャーズ」
  - 「声命」（第4話 - ）[108]
- 演出 - 加藤亜季子、金井紘[1]、加藤尚樹、馬田翔永、嶋田広野
- プロデュース - 伊與田英徳、関川友理、佐久間晃嗣[1]
- 製作著作 - TBS[1]

## 放送日程
| 各話                                                                         | 放送日  | サブタイトル                          | 脚本                            | 演出       | 視聴率 |
| ---------------------------------------------------------------------------- | ------- | ------------------------------------- | ------------------------------- | ---------- | ------ |
| 第1話                                                                        | 4月13日 | 毒を毒で制す男                        | 槌谷健 及川真実 谷碧仁 北浦勝大 | 加藤亜季子 | 14.2%  |
| 第2話                                                                        | 4月20日 | オンライン賭博とスポーツの闇          | 及川真実 槌谷健 谷碧仁          | 加藤亜季子 | 11.7%  |
| 第3話                                                                        | 4月27日 | 美しき科学者の罠〜新細胞は存在します! | 槌谷健 及川真実 北浦勝大 谷碧仁 | 金井紘     | 10.9%  |
| 第4話                                                                        | 5月04日 | 盗撮&闇サイト殺人                     | 李正美 槌谷健 及川真実 谷碧仁   | 金井紘     | 10.4%  |
| 第5話                                                                        | 5月11日 | テレビ局の内通者は誰?                 | 槌谷健 守口悠介 及川真実 谷碧仁 | 加藤尚樹   | 10.8%  |
| 第6話                                                                        | 5月18日 | スクープと死                          | 及川真実 谷碧仁                 | 加藤亜季子 | 10.2%  |
| 第7話                                                                        | 5月25日 | 命か?違法手術か?                      | 及川真実 谷碧仁                 | 加藤亜季子 | 10.3%  |
| 第8話                                                                        | 6月01日 | 山火事に隠された秘密                  | 槌谷健 及川真実 谷碧仁          | 馬田翔永   | 09.5%  |
| 第9話                                                                        | 6月08日 | キャスター降板なんてクソくらえ!       | 槌谷健 及川真実 谷碧仁          | 嶋田広野   | 09.9%  |
| 最終話                                                                       | 6月15日 | 国民に知られてはいけない秘密          | 槌谷健 及川真実 谷碧仁          | 加藤亜季子 | 12.0%  |
| 平均視聴率 11.0%（視聴率はビデオリサーチ調べ、関東地区・世帯・リアルタイム） |         |                                       |                                 |            |        |

- 初回は21時 - 22時19分の25分拡大放送。
- 第2話・最終話は21時 - 22時14分の20分拡大放送。
- 第9話は21時 - 22時4分の10分拡大放送。

## スピンオフドラマ
『恋するキャスター』のタイトルで、動画配信サービスU-NEXTにてドラマ本編第1話放送後より配信中。道枝駿佑演ずるAD・本橋悠介を主人公とした報道フロア・ラブコメディー。

### キャスト（スピンオフドラマ）
- 本橋悠介 - 道枝駿佑
- 戸山紗矢 - 佐々木舞香（=LOVE）
- 梶原広大 - 玉置玲央 #1 - #8#10
- チェ・ジェソン - キム・ムジュン #1#2#3#5#6#7#10
- 中野つぐみ - 相原未来[121] #1#2#3#5#6#7#8#9#10
- カフェ店員 - 朝日ななみ[122]#1
- 小池奈美 - 月城かなと #2#10
- 市之瀬咲子 - 宮澤エマ #2
- 山本翔平 - 松川尚瑠輝[123] #4#5#6#7#8#10
- 海馬灯里 - 竹下優名 #4
- 海馬浩司 - 岡部たかし #4
- 佐藤桃香 - 兼光ほのか[124] #5#6#7#8#9
- 尾野順也 - 木村達成 #5#7#8#9
- 山井和之 - 音尾琢真 #8#10
- 週刊ウェスト記者 - 中込博樹[125] #8、安田敦[125] #8、竹林文雄[125] #8、柿沼慶典[125] #8
- 鍋田雅子 - ヒコロヒー #9
- 安藤恵梨香 - 菊池亜希子 #9

### スタッフ（スピンオフドラマ）
- 脚本 - 齊藤よう、小川優美
- プロデューサー - 伊與田英徳、関川友理、佐久間晃嗣、平部隆明、池本翔、一刈英里香
- 演出 - 武藤淳、宮本秀光
- 制作協力 - ユニオン映画
- 製作著作 - TBS

### 配信日程
| 各話   | 配信日  | サブタイトル              | 脚本              | 演出     |
| ------ | ------- | ------------------------- | ----------------- | -------- |
| 第1話  | 4月13日 | まさかの嘘が、はじまった! | 齊藤よう 小川優美 | 武藤淳   |
| 第2話  | 4月20日 | 俺の専属スパイになって    | 齊藤よう 小川優美 | 武藤淳   |
| 第3話  | 4月27日 | すれ違う想い              | 齊藤よう          | 武藤淳   |
| 第4話  | 5月04日 | 助けてくれてありがとう    | 小川優美          | 武藤淳   |
| 第5話  | 5月11日 | なにが好きなの？          | 齊藤よう          | 宮本秀光 |
| 第6話  | 5月18日 | Fight!                    | 小川優美          | 宮本秀光 |
| 第7話  | 5月25日 | 今度は俺が力になりたい    | 齊藤よう          | 宮本秀光 |
| 第8話  | 6月01日 | 気持ちを全部聞かせて      | 小川優美          | 武藤淳   |
| 第9話  | 6月08日 | 待ってます                | 小川優美          | 武藤淳   |
| 第10話 | 6月15日 | 元気をくれる人            | 齊藤よう          | 武藤淳   |